# Ermida de Nossa Senhora da Guia (Praia da Graciosa)

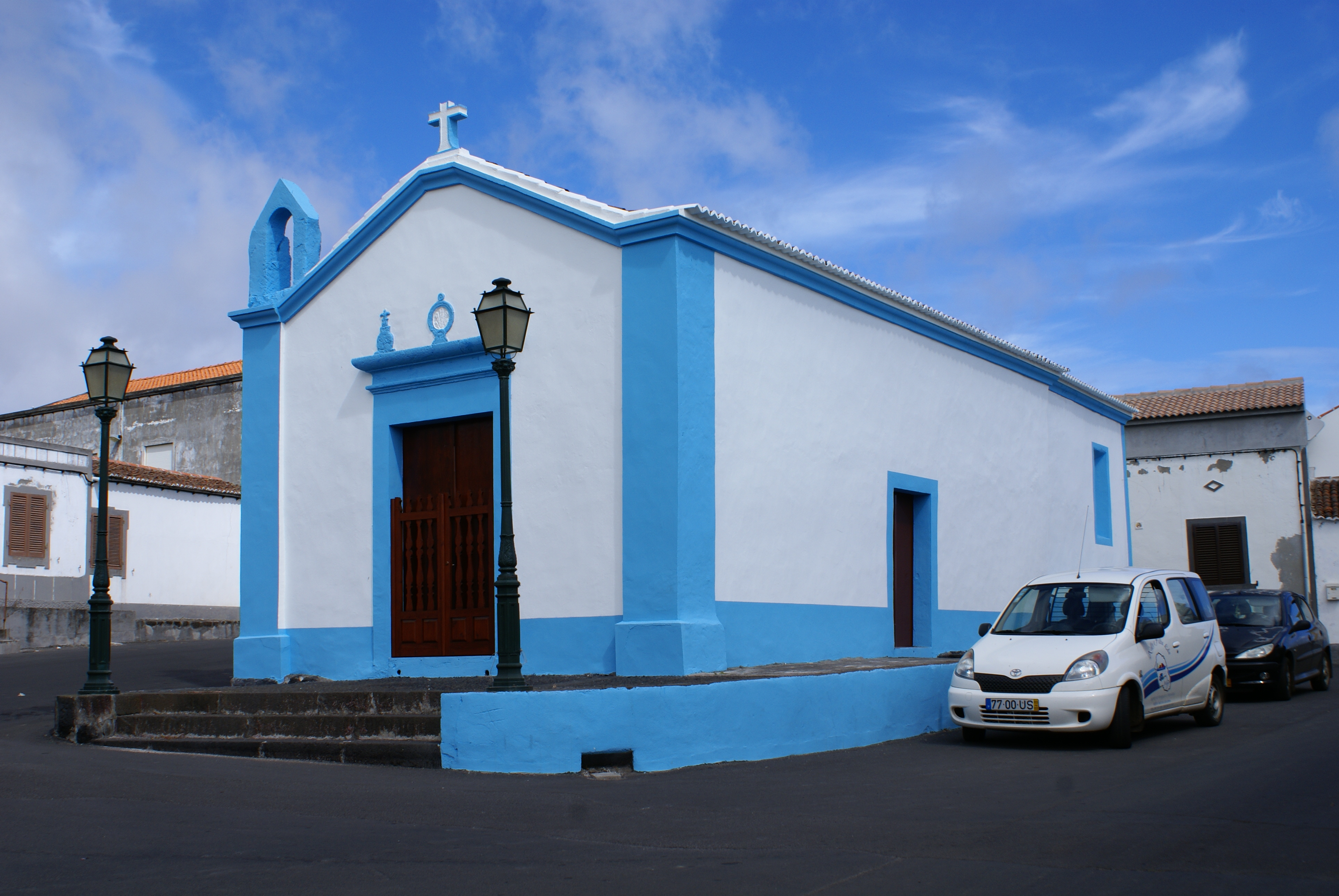
Ermida de Nossa Senhora da Guia, Praia.

A Ermida de Nossa Senhora da Guia localiza-se junto ao Porto da Praia, na vila da Praia, concelho de Santa Cruz da Graciosa, ilha Graciosa, nos Açores.

## História
A data de construção deste templo recua ao século XVII.
Encontra-se classificada como imóvel de interesse público pela Resolução n.º 64/84, de 30 de Abril.